# Liste des chapitres de Yu-Gi-Oh! R
 (février 2017).
Si vous disposez d'ouvrages ou d'articles de référence ou si vous connaissez des sites web de qualité traitant du thème abordé ici, merci de compléter l'article en donnant les références utiles à sa vérifiabilité et en les liant à la section « Notes et références ».

Cet article est un complément de l’article sur le manga Yu-Gi-Oh! R. Il contient la liste des volumes du manga parus en presse, avec les chapitres qu'ils contiennent.

## Volume reliés
| no | Japonais         | Japonais          | Français        | Français          |
| no | Date de sortie   | ISBN              | Date de sortie  | ISBN              |
| --- | ---------------- | ----------------- | --------------- | ----------------- |
| 1 | 4 mars 2005      | 4-08-873822-5     | 17 février 2006 | 2-87129-947-1     |
| Titre du volume : Une ombre maléfique... ?!Liste des chapitres : - Duel Round 1 : Une ombre maléfique... ?! (邪悪なる影…！？, Jāku Naru Kage...!?) - Yûgi vs. Tenma Yakô - 1re partie - Duel Round 2 : La volonté divine de l'Avatar !! (アバターの神威！！, Abatā no Shini!!) - Yûgi vs. Tenma Yakô - 2e partie - Duel Round 3 : Kaiba Corporation, le début de l'ultime combat !! (ＫＣ決戦、開始！！, Kei Shī Kessen, Kaishi!!) - Yûgi vs. Deschutes Lou - Duel Round 4 : La menace de l'invincible jeu de cartes !! (不死デッキの脅威！！, Fushi Dekki no Kyōi!!) - Yûgi vs. Tira Murk - Duel Round 5 : La grande ruse de Jôno-Uchi (城之内の奇策, Jōnouchi no Kisaku) - Jôno-Uchi vs. Kramas Othra - Duel Round 6 : La menace des blindés !! (威の機甲部隊！！, I no Kikōbutai!!) - Yûgi vs. Kirk Dixon - Duel Round 7 : Jôno-Uchi, encore une fois !! (城之内、再び！！, Jōnouchi, Futatabi!!) - Jôno-Uchi vs. Pete Coppermine - Duel Round 8 : Celui qui vit dans les profondeurs des ténèbres !! (深き闇の住人！！, Fukaki Yami no Jūnin!!) - Yûgi vs. Maiko Katô - Duel Round 9 : L'arrivée du Dieu de la terreur !! (恐怖の神、降臨す！！, Kyōfu no Kami, Kōrin su!!) - Yûgi vs. Tenma Gekkô - 1re partie |                  |                   |                 |                   |
| 2 | 2 décembre 2005  | 4-08-873893-4     | 8 décembre 2006 | 2-87129-947-1     |
| Titre du volume : Un monde où règne la terreur !!Liste des chapitres : - Duel Round 10 : Un monde où règne la terreur !! (恐怖が支配する世界！！, Kyōfu ga Shihai suru Sekai!!) - Yûgi vs. Tenma Gekkô - 2e partie - Duel Round 11 : Le dénouement et... ensuite ?! (決着、そして…！？, Ketchaku, Soshite...!?) - Yûgi vs. Tenma Gekkô - 3e partie - Duel Round 12 : Jôno-Uchi en mauvaise posture ?! (城之内、絶体絶命！？, Jōnouchi, Zettaizetsumei!?) - Jôno-Uchi vs. Mendo Cino - 1re partie - Duel Round 13 : Seto Kaiba entre en scène !! (海馬瀬人、登場！！, Kaiba Seto, Tōjō!!) - Jôno-Uchi vs. Mendo Cino - 2e partie - Duel Round 14 : La menace de "Mist" !! ("ミスト"の脅威！！, "Misuto" no Kyōi!!) - Kaiba vs. Willa Mette - 1re partie - Duel Round 15 : L'arrivée d'un être ultime !! (究極の生命体、降臨！, Kyūkyoku no Seimei-tai, Kōrin!) - Kaiba vs. Willa Mette - 2e partie - Duel Round 16 : Le secret des frères Tenma...!! (天馬兄弟の秘密…！！, Tenma Kyōdai no Himitsu...!!) - Duel Round 17 : Les soldats elfes ! (エルフの戦士たち！！, Erufu no Senshi-tachi!!) - Tenma Gekkô vs. Tedd Banias - 1re partie                                                                            |                  |                   |                 |                   |
| 3 | 4 septembre 2006 | 4-08-874260-5     | 26 octobre 2007 | 978-2-5050-0240-6 |
| Titre du volume : Le duel parfait !!Liste des chapitres : - Duel Round 18 : Le duel parfait !! (パーフェクト決闘！！, Pāfekuto Kettō!!) - Tenma Gekkô vs. Tedd Banias - 1re partie - Duel Round 19 : Jôno-Uchi se fait malmener !! (翻弄される城之内！！, Honrōsareru Jōnouchi!!) - Jôno-Uchi vs. Reiko Kitamori - 1re partie - Duel Round 20 : La colère de Seto Kaiba !! (怒りの海馬瀬人！, Ikari no Kaiba Seto!) - Jôno-Uchi vs. Reiko Kitamori - 2e partie - Duel Round 21 : La vérité sur le projet R.A. !! (Ｒ・Ａ計画の真相！！, Āru Ei Keikaku no Shinsō!!) - Duel Round 22 : Le duel final en apesanteur !! (宇宙空間の決戦！！, Uchū Kūkan no Kessen!!) - Yûgi Mutô vs. Scott Depré - 1re partie - Duel Round 23 : Toy Magic !! (トイ・マジック！！, Toi Majikku!!) - Yûgi Mutô vs. Scott Depré - 2e partie - Duel Round 24 : Un autre compagnon !! (もう一人の相棒！！, Mō Hitori no Aibō!!) - Yûgi Mutô vs. Scott Depré - 3e partie - Spécial : Invoque le roi des ténèbres !! (冥王、召喚！！, Mei-Ō, Shōkan!!) - Yûgi vs. Momono Masumi |                  |                   |                 |                   |
| 4 | 4 avril 2007     | 978-4-08-874351-6 | 21 mars 2008    | 978-2-5050-0291-8 |
| Titre du volume : Le Duel Contre Richie !!Liste des chapitres : - Duel Round 25 : Le Duel Contre Richie !! (リッチー戦、開始！！, Ritchī-sen, Kaishi!!) - Gekkô Tenma vs. Richie Merced - 1re partie - Duel Round 26 : Les Disciples de Pégasus !! (ペガサスミニオン！！, Pegasasu Minion!!) - Gekkô Tenma vs. Richie Merced - 2e partie - Duel Round 27 : A Chacun son Combat !! (それそれの闘い！！, Soresore no Tatakai!!) - Gekkô Tenma vs. Richie Merced - 3e partie - Duel Round 28 : Duel sur l'Apex Arena !! (頂点の闘技場！！, Chōten no Tōgi-ba!!) - Seto Kaïba vs. Yakô Tenma - 1re partie - Duel Round 29 : L'Invocation du Démon !! (邪神召還！！, Jashin Shōkan!!) - Seto Kaïba vs. Yakô Tenma - 2e partie - Duel Round 30 : L'Insurmontable "1" (超えられない「１」, Koe Rare Nai "Ichi") - Seto Kaïba vs. Yakô Tenma - 3e partie - Duel Round 31 : Le Projet R.A en Marche (Ｒ・Ａ発動, Āru Ei Hatsudō) - Duel Round 32 : L'Invocation de Pegasus ?! (ペガサスの召喚！？, Pegasasu no Shōkan!?) |                  |                   |                 |                   |
| 5 | 4 avril 2008     | 978-4-08-874441-4 | 6 mars 2009     | 978-2-5050-0533-9 |
| Titre du volume : L'issue du combatListe des chapitres : - Duel Round 33 : Le Combat !! Kierce VS Jôno-Uchi !! (再闘!!キースVS城之内, Saito!! Kīsu Tai Jōnouchi) - Duel Round 34 : L'Arrivée du Dernier Démon !! (最後の邪神、降臨！！, Saigo no Jashin, Kōrin!!) - Duel Round 35 : Jôno-Uchi Contre-Attaque !! (城之内、反撃！！, Jōnouchi, Hangeki!!) - Duel Round 36 : La Mort du Démon !! (邪神消滅！, Jashin Shōmetsu!) - Duel Round 37 : L'Ultime Combat !! (最終決戦！, Saishū Kessen!) - Duel Round 38 : L'Offensive des Dieux !! (神召喚の攻防, Kami Shōkan no Kōbō) - Duel Round 39 : L'Invocation Rapide de Dieu !! (神速召喚！！, Shinsoku Shōkan!!) - Duel Round 40 : Celui qui Règne sur le Monde !! (世界の支配者, Sekai no Shihaisha) - Duel Round 41 : L'Autre Double!! (もう一人の存在, Mō Hitori no Sonzai) - Duel Round 42 : Le Choc !! Dieu VS Le Démon !! (激突！神ＶＳ邪神, Gekitotsu! Kami Tai Jashin) - Duel Round 43 : L'Anéantissement !! Et Ensuite... (対消滅！！ そして…, Tsuishōmetsu!! Soshite...) - Duel Round 44 : L'Issue du Combat (闘いの果て, Tatakai no Hate) |                  |                   |                 |                   |

### Shueisha BOOKS
1. 1 2  Tome 1
2. 1 2  Tome 2
3. 1 2  Tome 3
4. 1 2  Tome 4
5. 1 2  Tome 5

### Kana
1. 1 2  Tome 1
2. 1 2  Tome 2
3. 1 2  Tome 3
4. 1 2  Tome 4
5. 1 2  Tome 5